# Милан Спасић
Милан Спасић (Београд, 8. новембар 1909 — Бока которска, 17. април 1941) био је поручник бојног брода друге класе Југословенске војске, који је током Априлског рата 1941, заједно са својим саборцем Сергејем Машером, потопио разарач „Загреб“ да не би пао у руке Италијанима. Спасић и Машера, који су у овој акцији погинули и постхумно су 1973. проглашени за народне хероје Југославије.

## Биографија
Рођен је 8. новембра 1909. године у Београду. Потиче из сиромашне породице пореклом из Сјенице. Одрастао је и школовао се у Београду. Гимназију је завршио 1929. године, с одличним успехом. Исте године у јесен, примљен је, као први у рангу, у Седму класу Поморске војне академије у Дубровнику. Дипломирао је и стекао чин поручника корвете, 1932. године, као први у рангу. За време школовања завршио је курс за торпедо-минерску специјализацију.
Приликом путовања школског брода „Јадран“ у Северну Америку, 1937. године, поверена му је навигација. После више од двадесет дана једрења по пучини, „Јадран“ је, у тачно одређено време и на предвиђеној удаљености, прошао крај Бермудских острва. То је био прави подвиг, имајући у виду начин пловидбе и скромну навигацијску опрему.
У тренутку избијања Априлског рата, 1941. године, Спасић се, у чину поручника бојног брода друге класе, налазио на месту торпедо-минерског официра на разарачу „Загреб“ у Боки которској. У часу напада италијанских бомбардера на Боку, ујутро 6. априла, „Загреб“ је био привезан уз моло у Доброти. Пет бомбардера, с велике висине, сручило је на њега товар бомби, које су пале свега неколико десетина метара од брода. Брод се тресао од експлозија, али није претрпео никакву штету. Следећих дана, због лоших временских прилика, активност непријатељске авијације свела се само на летове извиђача. Поновни већи напад на Боку Которску и бродове у њој извршен је 13. априла, али опет без последица. Иако је остала нетакнута, флота је, због развоја ситуације на копну све више губила борбену готовост, поготово када је бродовима наређено да се маскирају, а посаде искрцају на копно. Потом је 15. априла, дошло и обавештење о примирју, као и забрана да се бродови потопе и да се на непријатељске авионе отвара ватра. Дана 17. априла, када је стигла вест о капитулацији Војске Краљевине Југославије и када су Италијани почели да улазе у Боку которску, посадама је наређено да се бродови напусте.
Официре Милана Спасића и Сергеја Машеру, болно је погодио брзи слом Југославије и фашистичка окупација. Не видећи могућност да се борба настави, одлучили су да свој брод униште и погину на њему. Разарач „Загреб“ је прво напустила посада, затим млађи официри, а око 14 часова уз брод је пристигао моторни чамац да превезе команданта, првог официра, поручнике Спасића и Машеру и једног артиљеријског наредника. Међутим, према договору, Спасић и Машера су одбили да уђу у чамац и саопштили команданту да ће припалити штапине који су водили до муниционих комора. Стављен пред свршен чин, командант се са осталима брзо удаљио. Неколико минута касније експлодирала је прва, а потом и друга мунициона комора, а брод је разнет у комаде, нестао с површине заједно с официрима који су га дигли у ваздух. Спасић и Машера су последњи пут виђени како поздрављају заставу непосредно пре експлозије.
Рибари су сутрадан, у Тиватском заливу открили леш у морнаричкој униформи, за који је установљено да је леш Милана Спасића. Сахрањен је 19. априла, на војничком гробљу Савини, крај Херцег Новог, уз учешће грађана, морнара и својих другова. Импресионирани толиким јунаштвом и патриотизмом, Италијани су на сахрану упутили вод војника, који му је одао војне почасти.
Овај храбри чин двојице југословенских официра, изазвао је велику пажњи британских медија, који су доста писали о овом догађају. Указом Владе Краљевине Југославије у егзилу од 27. јануара 1942. године, Спасић је постхумно одликован Орденом Карађорђеве звезде са мачевима четвртог реда заједно са Сергејем Машером. Исте године у оквиру једне британске касарне на Малти постављена је спомен-плоча посвећена Милану Спасићу и Сергеју Машери. Британски публициста је 1944. године у својој књизи „Морнарице у егзилу“ (енгл. Navies in Exile), посебно истакао подвиг Спасића и Машере. Године 1968. Французи су о овом догађају снимили филм под називом „Пламен над Јадраном“ (фр. Flammes sur l'Adriatique), за који је сценарио написао Меша Селимовић.
Поводом тридесетогодишњице Југословенске ратне морнарице, председник СФР Југославије Јосип Броз Тито је 10. септембра 1973. године донео Указ о проглашењу Милана Спасића и Сергеја Машере за народне хероје. У градском парку, у Тивту, налази се споменик овој двојици храбрих морнаричких официра, а у београдском насељу Жарково, налази се Улица поручника Спасића и Машере.